# Arthur Jeffery
Arthur Jeffery (Melbourne, 18 ottobre 1892 – South Milford, 2 agosto 1959) è stato un orientalista e arabista australiano.
Fu un professore protestante di semitistica, dapprima alla Scuola di Studi Orientali del Cairo e dal 1938 fino alla morte alla Columbia University e congiuntamente nell'Union Theological Seminary a New York
È autore di importanti studi codicologici sui primi manoscritti coranici. Tra i suoi fondamentali lavori figurano:
- Materials for the History of the Text of the Qur'an: the old codices e
- The Foreign Vocabulary of the Qur'an, che rintraccia le origini di 318 parole straniere (non-arabe) del Corano.[1]

Alcuni degli studi di Jeffery sono compresi in The Origins of The Koran: Classic Essays on Islam's Holy Book, edito da Ibn Warraq. Essi sono stati anche discussi in The Qur'an and The Orientalists di Mohar Ali:

## Opere
Tra le monografie di Arthur Jeffery figurano:
- The Textual History of the Qur'an
- The Mystic Letters of the Koran
- A Variant Text of the Fatiha
- The Orthography of the Samarqand Codex
- Materials for the History of the Text of the Qur'an
- The Foreign Vocabulary of the Qurʾān